# Indonemoura javanica
Indonemoura javanica is een steenvlieg uit de familie beeksteenvliegen (Nemouridae). De wetenschappelijke naam van de soort is voor het eerst geldig gepubliceerd in 1920 door Banks.